# Rosita Celentano
Rosita Celentano (Milano, 17 febbraio 1965) è una conduttrice televisiva, conduttrice radiofonica e attrice italiana.

## Biografia

### Gli esordi
Figlia di Adriano Celentano e Claudia Mori e sorella maggiore di Giacomo e Rosalinda Celentano, debutta come attrice in Yuppi du (1975) in cui sono protagonisti entrambi i genitori e dove ha interpretato Monica, di dieci anni. Nel 1987 ha preso parte anche al film Mak π 100, diretto da Antonio Bido e partecipa come ospite a Fantastico 8, condotto dal padre. Sempre nell'87 tenta il debutto nel mondo della musica con il 45 giri Dal tuo sguardo in poi/Dal tuo sguardo in poi (strumentale) (etichetta Clan Celentano), che non riscuoterà molto successo. L'anno dopo copresenta il Festival di Sanremo 1989 assieme ad altri figli d'arte come Danny Quinn, Gianmarco Tognazzi e Paola Dominguin. Nel 1994 tenta nuovamente la strada della musica con il suo unico album FDM, sempre pubblicato per Clan Celentano.

### L'affermazione come conduttrice televisiva

Rosita Celentano alla conduzione del Festival di Sanremo 1989

Dalla seconda metà degli anni novanta prende parte a diverse trasmissioni televisive: nell'estate del 1995 presenta su TMC il programma musicale La canzone del cuore, e dal 1996 affianca Davide Mengacci nella conduzione di tre edizioni de La domenica del villaggio, su Rete 4. Nell'estate del 1999 è assieme a Samantha De Grenet co-conduttrice del programma estivo di Rai 1 Sette per uno, condotto da Gigi Sabani, mentre nella stagione televisiva 2000/2001 lavora a Domenica In. Nel 2000 compare in un episodio della soap opera Beautiful ambientato a Venezia. Nel 2001 conduce sulla neonata rete LA7 il talk show pomeridiano Tema, da lei stessa ideato. Nel 2002 debutta anche nella fiction partecipando al film tv Padri, diretto da Riccardo Donna.
Nel 2004 è inviata della prima edizione di Music Farm, condotto da Amadeus su Rai 2, e conduce su Rai 1 Accademia della Canzone di Sanremo. Nel 2005 passa al canale satellitare E!, dove conduce le rubriche musicali Soundcheck e Backstage ed è inviata al Festival di Sanremo 2005 per E! News Italia. Il 15 marzo dello stesso anno ha condotto eccezionalmente una puntata de Le Iene, in sostituzione di Luciana Littizzetto, assente a causa di un’influenza. Nel 2006, partecipa al reality show di Canale 5, Reality Circus, condotto da Barbara D'Urso. Partecipa alla miniserie tv Rino Gaetano - Ma il cielo è sempre più blu, diretta da Marco Turco, del 2007, e trasmessa da Rai 1, mentre dall'ottobre dello stesso anno conduce su RTL 102.5 Senza vergogna, programma in onda tutti i venerdì dalle 21 alle 24. Nello stesso anno partecipa come giurata in due puntate del serale della sesta edizione di Amici di Maria De Filippi. Nel 2009 pubblica il suo primo libro Grazie a Dio ho le corna, edito di Salani e basato su un'esperienza personale, ed è nel cast fisso del varietà domenicale di Canale 5 Domenica Cinque, con Barbara D'Urso, in cui conduce la rubrica La confidente.

### Anni 2010
Nel 2010 conduce su Sky Uno lo speciale sulla settimana della moda di Milano Milano Fashion Week. Nel maggio del 2011 è invece nella giuria di Lasciami cantare!, talent show condotto da Carlo Conti su Rai 1. Il 16 maggio 2012 partecipa come concorrente a Punto su di te!, in onda su Rai 1. Nello stesso anno recita nel film I 2 soliti idioti, diretto da Enrico Lando. Il 15 febbraio 2013 è ritornata sul palco del Teatro Ariston durante la quarta serata del Festival di Sanremo 2013, come ospite insieme agli altri tre conduttori dell'edizione del 1989. Nell'aprile dello stesso anno partecipa come aiuto chef al talent show culinario di Rai 1 La terra dei cuochi, condotto da Antonella Clerici.
Il 9 giugno 2015 è la conduttrice, assieme ad Alfonso Signorini, del concerto-evento in onore di Gianni Bella Una serata... Bella per te, Gianni!, trasmesso in prima serata da Rete 4. Dal 4 luglio dello stesso anno conduce su Radio 24 il programma dedicato al mondo degli animali Chiedimi se sono felice. Il 15 settembre è nel cast della seconda puntata del variety show Stasera tutto è possibile, in onda su Rai 2. Il 19 novembre 2015 debutta come attrice teatrale nella commedia Qualche volta scappano, diretta da Pino Quartullo, in tournée fino all'anno successivo.

## Programmi televisivi
- Festival di Sanremo (Rai 1, 1989)
- 33º Festival di Castrocaro (Rai 1, 1991) - Co-conduttrice
- La canzone del cuore (Telemontecarlo, 1995)
- Non ho mai perso la Bussola - Premio Sergio Bernardini (Rai 2, 1996)
- La domenica del villaggio (Rete 4, 1996-1999)
- La Festa del Villaggio (Rete 4, 1997)
- Fatto in Casa (Rete 4, 1997)
- Sette per uno (Rai 1, 1999) - Co-conduttrice
- Rimini notte - Vent'anni dopo (Rai 1, 1999)
- Millennium - La notte del 2000  (Rai 1, Rai 2, Rai 3, 1999)
- Domenica In (Rai 1, 2000-2001) - Co-conduttrice
- Tema (LA7, 2001)
- Music Farm (Rai 2, 2004) - Inviata
- Accademia della Canzone di Sanremo (Rai 1, 2004)
- Soundcheck (E!, 2005)
- Backstage (E!, 2005)
- E! News Italia (E!, 2005) - Inviata
- Le Iene  (Italia 1, 2005)
- Reality Circus (Canale 5, 2006) - Concorrente
- Domenica Cinque (Canale 5, 2009-2010) - Co-conduttrice
- 5 volte auguri (Alice, 2009)
- Milano Fashion Week (Sky Uno, 2010)
- Lasciami cantare! (Rai 1, 2011) - Giurata
- Punto su di te! (Rai 1, 2012) - Concorrente
- Cuochi e fiamme Celebrities (LA7, 2012) - Concorrente
- La terra dei cuochi (Rai 1, 2013) - Aiuto cuoca
- Una serata... Bella (Rete 4, 2015-2016; 2018; Italia 2, 2017)
- #SG - Sanremo Giovani (Rai 1, 2015) - Giurata
- Cavoli a merenda (LOFT, 2017)
- Donne sull'orlo di una crisi di nervi (Rai 3, dal 2024) -  Ospite fisso

## Programmi radiofonici
- Senza vergogna (RTL 102.5, 2007-2008)
- Chiedimi se sono felice (Radio 24, 2015-2017)

## Filmografia

### Cinema
- Yuppi du, regia di Adriano Celentano (1975)
- Geppo il folle, regia di Adriano Celentano (1978)
- Mak π 100, regia di Antonio Bido (1987)
- I 2 soliti idioti, regia di Enrico Lando (2012)
- Compromessi sposi, regia di Francesco Miccichè (2019)

### Televisione
- Beautiful (The Bold and the Beautiful) – soap opera, puntata 3215 (2000)
- Padri, regia di Riccardo Donna – miniserie TV (2002)
- Rino Gaetano - Ma il cielo è sempre più blu, regia di Marco Turco – miniserie TV (2007)

### Video musicali
- La mia moto di Jovanotti (1989)
- Pazzo di lei di Biagio Antonacci (2005)

## Teatro
- Qualche volta scappano, regia di Pino Quartullo (2015-2017)
- L’illusione coniugale, di Eric Assous, regia di Stefano Artissunch (dal 2024)

## Discografia

### Album
- 1994 – FDM (Clan Celentano, 4509 96131-1)

### Singoli
- 1987 – Dal tuo sguardo in poi/Dal tuo sguardo in poi (strumentale) (Clan Celentano, CLN 10782) feat. Marco Masini
- 1994 – Faccia di merda
- 2005 – Non mi pento feat. Loredana Bertè
- 2019 – Dal tuo sguardo in poi (long version incl. instru part) - (Completa)
- 2023 – Benedetti e clandestini (con Attilio Fontana)

## Libri
- Grazie a Dio ho le corna, Salani Editore, 2009, ISBN 88-6256-080-X[8]
- Oltre la pelle, Salani Editore, 2010, ISBN 978-88-6256-291-1
- Grazie a Dio è gay, Salani Editore, 2012, ISBN 978-88-6715-133-2